# Casa de José Maria Assis
A Casa de José Maria Assis é um edifício "notável" da cidade de Faro situado na "Cidade Velha" (ou Vila Adentro). Propriedade do farense José Maria Assis, enfermeiro do médico italiano Constantino Cúmano, trata-se de um edifício do século XIX, com dois pisos e com cobertura em telhados de quatro águas. Foi alvo de algumas alterações ainda no séc. XIX e recuperada nas últimas décadas do séc. XX. De salientar o Portão Monumental do jardim (no qual esteve originalmente exposto um busto do Dr. Constantino Cúmano, hoje à guarda do Museu Municipal de Faro).

## Ligação Exterior
- «Radix Ministério da Cultura»